# Hans Wunder
Hans Wunder (* 25. Juni 1886 in Grein; † 25. Jänner 1962 in Linz) war ein österreichischer Maler und Grafiker und Hauptschullehrer.

## Leben und Wirken
Wunder wuchs in Frankenmarkt und Linz auf und maturierte 1905 an der Lehrerbildungsanstalt. Er trat in den Schuldienst ein, war von 1910 bis 1926 Lehrer in Leonding und danach in Linz. Er wurde Hauptschuldirektor.
Mit seinem künstlerischen Werk ist er 1916 mit seiner Beteiligung an der Ausstellung der Künstlervereinigung MAERZ an die Öffentlichkeit getreten. Er zeigte dort ausschließlich Studien und Skizzen. Wunder schuf hauptsächlich grafische Blätter von Linzer Ansichten. 1941 entstanden 52 Aquarelle und Federzeichnungen vom Bau der Nibelungenbrücke.

## Werke
- 1986 kaufte die Stadt Linz von der Tochter des Künstlers eine Mappe mit 12 Stadtblicken von der Galerie des Landhausturmes von Hans Wunder; bedeutende Beihilfe für den Ankauf dieser topographisch wichtigen Serie leistete die Gesellschaft Freunde der Stadt Linz zum Geburtstag ihres Ehrenpräsidenten Altbürgermeister Ernst Koref. Die Grafiken wurden vom 19. März bis 11. Mai 1986 im Stadtmuseum Linz ausgestellt.[2]

## Ausstellungen
- 3. MAERZ-Ausstellung, Linz, 1916
- Aus veröffentlichten Akten geht hervor, dass der Kunstmaler Hans Wunder 1939 eine Sonderausstellung mit seinen Werken in Linz plante, vor der seitens der lokalen Behörden wegen schlechten Leumunds gewarnt wurde und die dann vom Gau Oberdonau und der Reichskammer der bildenden Künste gänzlich abgelehnt wurde.[3]
- Bilder-Ausstellung Hans Wunder, Festsaal des Gaumuseums, Linz, 1941, 150 Aquarelle, Federzeichnungen, Holzschnitte, Ölbilder, Jugendstätten des Führers, Widmungsmappen, Bau der Nibelungenbrücke, Alt-Linz und Umgebung, Stillleben, sonstige Bilder
- Ausstellung im Führergeburtshaus in Braunau am Inn, 1943
- Hans Wunder – 12 Stadtblicke von der Galerie des Landhausturmes, Stadtmuseum Linz, 1986
- 100 Jahre MAERZ, Die Anfänge 1913 bis 1938, Nordico, 2013
- An der Donau, Flussgeschichten einer Stadt, Nordico, 2014

## Medien
- Die Heimat war ihm alles! Zum 70. Geburtstag Hans Wunders. Lehrer, Grafiker und Aquarellist, Tagblatt Nr. 69, Linz, 1956
- Josef Andreas Kauer: Der Lehrer, Maler und Graphiker Hans Wunder, in: Leondinger Gemeindebrief, Jahrgang 16, 1986, Folge 60, S 12 bis 15
- Josef Andreas Kauer: Hans Wunder, der Gestalter des Leondinger Notgeldes, in: Leondinger Gemeindebrief, Jahrgang 36, 2006, Folge 183, S. 22f.